# Lagerführer
Lagerführer (Líder de Campo) era un título militar de las SS, específico de las Totenkopfverbände (Unidades de la Calavera). Un Lagerführer era el oficial jefe de las SS asignado a un campo de concentración en particular, que se desempeñaba como comandante de dicho campo.
El término Lagerführer era distinto y separado de la posición de Kommandant. Los Lagerführer se empleaban típicamente en complejos de campamentos, donde un campamento principal se dividía en uno o más campamentos más pequeños. El ejemplo más reconocible de esto fue el sistema de mando y control de Auschwitz, en el que un solo Kommandant supervisaba las actividades de tres Lagerführer subordinados, cada uno a cargo de uno de los tres principales campos de concentración de Auschwitz.
El título de Lagerführer no se usó típicamente para designar a los comandantes de los "subcampos". Los subcampos se consideraban áreas de trabajo satélite de un solo campo de concentración, a menudo supervisados por un suboficial de las SS de rango superior o un oficial subalterno de las SS que, a su vez, respondía ante su propio Lagerführer o al Kommandant del campo principal.